# Carposina berberidella
Carposina berberidella – gatunek motyli z podrzędu Glossata i rodziny Carposinidae.
Gatunek ten opisany został w 1854 roku przez Gottlieba A. W. Herricha-Schäffera.
Motyl o szarobrązowych skrzydłach przednich z poprzecznymi pasami przyprószeń i ciemnych skrzydłach tylnych. Samice mają w torebce kopulacyjnej dwa znamiona w postaci dwuczęściowych, połączonych, cienkich ząbków.
Gąsienice żerują we wnętrzu owoców berberysów.
Owad w Europie znany z Austrii, Chorwacji, Cypru, Czech, Hiszpanii, byłej Jugosławii, Litwy, Macedonii Północnej, Niemiec, Polski, europejskiej Rosji, Rumunii, Serbii, Słowacji, Węgier i Włoch. W Azji sięga na Środkowy Wschód.